# 차오관화
차오관화(중국어 간체자: 乔冠华, 정체자: 喬冠華, 교관화, 1913년 3월 28일 ~ 1983년 9월 22일)는 중화인민공화국의 정치인 겸 외교관으로 문화대혁명 말기에 제4대 외교부장 (1974년 ~ 76년)을 지냈다.

## 어린 시절과 공산 혁명 참여
장쑤성 옌청시에서 태어났으며, 그는 지방의 작은 지주의 아들이었다. 어린 시절 이래 차오관화는 총명함이 있었고 계속해서 학교의 등급들을 뛰어넘으며 16세의 나이에 중화민국 베이핑의 칭화 대학 철학과 신입생으로 들어갔다. 거기에서 진웨린, 펑유란 등에게서 학업을 했던 그는 특히 장선푸(張申府)에게서 비밀리에 마르크스주의를 알아가던 동안 중국 공산당 당원들과 연락하여 중국 공산당에 의하여 이끌어진 몇몇의 활동들에 관심을 갖기 시작하였다.
차오관화는 1933년에 대학을 졸업한 후, 일본 제국으로 건너가 도쿄 대학에서 자신의 전공을 지속하고 싶어하였다. 그러던 중에 그는 일본 공산당에 입당하여 대학으로부터 자신을 제명으로 이끌게 되었다. 그러고 나서 그는 독일로 다시 유학을 떠나는 것에 강요되었으며 1936년에는 23세의 나이에 튀빙겐 대학교에서 철학박사 학위를 취득하였다.
그러나 그가 중화민국 베이핑으로 귀국을 해서 철학 전공의 교직에서 일해보고자 할 때는 변증법적 유물론을 토대로 중국 공산당의 혁명에 협조하고자 한 장선푸가 메이이치에 의해서 칭화 대학에서 이미 해임이 되었을 뿐 아니라, 중일 전쟁에 즈음해 칭화 대학이 베이징 대학과 난카이 대학을 모아서 후난성 창사로 교육 피난차 떠나는 준비를 하던 때이었다. 차오관화는 이후에 차오무라는 필명과 함께 중국 공산당 쪽의 언론계에서 일하면서 홍콩 등지에서 몇몇의 신문들의 국제적 평론 사무를 맡아보았다.
1939년 쯤에 중국 공산당에서 당원으로 활동한 차오관화는 신화일보에서 국제적 신문난의 책임을 충칭 등에서 맡기 시작하였다. 충칭에서 차오관화는 그러던 중에 그를 자신의 개인적 보조인으로 고용하고자 싶어한 중국 공산당의 저우언라이의 수하에서 일한 바가 있다. 이 당시에 저우의 격려와 함께 그는 저우의 다른 부하였던 궁펑과 결혼하였다. 중일 전쟁이 끝난 후, 그는 중국 공산당의 사절단들과 함께 저우언라이를 상하이로 동행하였고, 거기서 영어로 된 신화 주간지를 설립하였다. 1946년 말기에 그는 신화통신사의 지방 지점장으로서 홍콩에서 근무하였다.

## 중화인민공화국의 건국 후
중화인민공화국이 건국된 후, 차오관화는 지속적으로 외교부 정계에서 몸을 담고 있었다.  그는 중화인민공화국 외교부의 정보국 관계자, 중화인민공화국 국무원 사무실의 부실장, 외교부의 아시아 정세국 국장과 외교 부부장을 지냈다.
차오관화는 당시 외교학에 강세에 있었던 중화민국 칭화 대학 출신이었고, 자신이 칭화 대학의 인적 네트워크의 상당한 구속력에서 완전히 자유로울 수는 없었기 때문에, 그가 중국 공산주의 제국화를 위해서 분단된 대한민국을 소멸하고자 북한을 지원하려고 한 마오쩌둥과 저우언라이의 편에 일방적으로 함께 서있었다고 볼 수는 없다.
그러나 그는 중화인민공화국에서 몇몇 국제 사절단들에 참가하였는데, 1950년 중화민국 타이완에서 장제스 정권의 미국에 의한 보호를 항의하는 데 유엔 안전 보장 이사회로 특별 대표 우슈촨을 동행하게 될 정도로, 그는 전랑파(戰狼派)의 저우언라이의 부하가 될 수 밖에는 없었고, 1951년에 한국 전쟁이 일어난 동안에는 판문점 회담들로 중국 공산당 사절단의 인원으로 자리에 참여하기도 하였으며 1954년 4월 인도차이나 문제에 저우언라이를 제네바 회담으로 동행하였고 1961년 천이와 함께 라오스 문제에 다시 제네바로 떠기도 하였다.

## 문화대혁명 시기
1966년 문화대혁명의 발발과 함께 차오관화는 천이와 지펑페이와 더불어 혁명적으로 곧장 탄핵을 당하였다고는 하나 얼마 후 마오쩌둥과 저우언라이는 그들을 나서 보호하고자 하였다. 1969년 차오관화는 군사적 싸움이 일어난 전바오섬에 관하여 소련과 회담들을 위하여 중공 사절단을 지도하였다. 1971년 유엔에서 중국의 의석이 중화인민공화국으로 넘어갈 때 그는 중공 사절단을 지도하여 26차 유엔 총회에서 연설하였으며 1976년까지 지속적으로 중공 사절단을 유엔으로 지도하였다. 1972년 리처드 닉슨 대통령이 방중할 때 그는 헨리 키신저와 협상들의 책임에 놓여 공동 성명서를 기안하였다.
1973년부터 차오관화는 중국공산당 중앙위원회의 일원으로 선출되었고, 1974년 외교부 부장으로 임명되어 1975년 4차 전국인민대표대회에 의하여 부장 직이 확정되었다. 하지만 1973년 이후, 그는 사인방의 가까운 성원자가 되었다. 1976년 마오쩌둥의 사망과 사인방의 체포에 이어 그는 저우언라이에서 화궈펑으로 국무원 총리가 이임되는 중에서 명목상으로 중국인민대외우호협회에 조언자로 잠깐 이름을 남겼다고 해도 빠르게 외교부장 직으로부터 해임되었으며, 이로 인해 당시 중국 공산당의 외교부 동료 황화에 의하여 부장 직이 대신되었다.
차오관화는 문화대혁명의 사인방 정권에 협조한 죄를 통감하며 중화인민공화국에 의해서 체포된 후 수감이 되었으며, 중국 공산당의 덩샤오핑 정권에 의해서 말년에 복권이 되었다고는 하나 이듬 해인 1983년 9월 22일에 70세의 나이로 암으로 사망하였다.

## 개인 생활
그는 일본 제국에서 유학하던 시절, 일본 여성과 첫 번째 결혼을 하였다. 1943년 차오관화는 외교관 궁펑과 두 번째 결혼을 하였다. 부부는 외교부 부부장을 지낸 아들 차오쭝화이를 두었다. 그들의 딸 차오쑹두는 톈진 의과 대학을 졸업하였다. 2008년 그녀는 책 〈차오관화와 궁평 - 나의 아버지와 어머니〉를 끝마쳤다. 1970년 궁펑 여사는 뇌졸중으로 사망하였다. 1973년 차오관화는 마오쩌둥의 영어 통역을 맡던 장한즈(전 베이징 대학 교수 장스자오(마오쩌둥의 은사)의 입양된 딸)와 세 번째 결혼을 하였다.